# NGC 3740
NGC 3740 (również PGC 35883 lub UGC 6573) – galaktyka spiralna (S?), znajdująca się w gwiazdozbiorze Wielkiej Niedźwiedzicy. Odkrył ją William Herschel 19 marca 1790 roku.